# Руско географско дружество (хребет)
Руско географско дружество е мощен планински хребет в Югозападен Китай, в Тибетския автономен регион и провинция Цинхай, разположен в североизточната периферия на Тибетската планинска земя. Простира се от северозапад на югоизток на около 450 km между горните течения реките Яндзъ на североизток и Меконг на югозапад. Максималната височина е 5872 m. Хребетът е изграден предимно от варовици, шисти и пясъчници. Склоновете му са разчленени от дълбоки и тесни речни долини, а по най-високите части има малки фирнови полета и ледници. На северозапад доминират планинските степи, на югоизток на височина до 4000 m се срещат иглолистни гори, а нагоре следват субалпийски пасища. Северната част на хребета е открита, изследвана и първично картирана през 1900 г. от руския географ и пътешественик Пьотър Козлов и е наименуван от него в чест на Руското географско дружество.